# Elezioni politiche in Italia del 2018 per collegio uninominale (Senato della Repubblica)

Risultati nei collegi uninominali per la Camera dei deputati

Le elezioni politiche in Italia del 2018 nei collegi uninominali del Senato della Repubblica hanno visto i seguenti risultati.

## Riepilogo per circoscrizione
| Circoscrizione        | LSP-FI-FdI-NCI-UDC | Movimento 5 Stelle | PD-+Europa-Insieme-CP | Totale |
| --------------------- | ------------------ | ------------------ | --------------------- | ------ |
|                       |                    |                    |                       |        |
| Piemonte              | 7                  | —                  | 1                     | 8      |
| Valle d'Aosta         | —                  | —                  | 1                     | 1      |
| Lombardia             | 17                 | —                  | 1                     | 18     |
| Trentino-Alto Adige   | 3                  | —                  | 1 (+2 SVP)            | 6      |
| Veneto                | 9                  | —                  | —                     | 9      |
| Friuli-Venezia Giulia | 2                  | —                  | —                     | 2      |
| Liguria               | 2                  | 1                  | —                     | 3      |
| Emilia-Romagna        | 4                  | —                  | 4                     | 8      |
| Toscana               | 4                  | —                  | 3                     | 7      |
| Umbria                | 2                  | —                  | —                     | 2      |
| Marche                | —                  | 3                  | —                     | 3      |
| Lazio                 | 6                  | 3                  | 1                     | 10     |
| Abruzzo               | 1                  | 1                  | —                     | 2      |
| Molise                | —                  | 1                  | —                     | 1      |
| Campania              | —                  | 11                 | —                     | 11     |
| Puglia                | —                  | 8                  | —                     | 8      |
| Basilicata            | —                  | 1                  | —                     | 1      |
| Calabria              | 1                  | 3                  | —                     | 4      |
| Sicilia               | —                  | 9                  | —                     | 9      |
| Sardegna              | —                  | 3                  | —                     | 3      |
| Totale                | 58                 | 44                 | 12 (+2 SVP)           | 116    |

## Riepilogo per collegio

### Piemonte
| Collegio             | LSP-FI-FdI-NCI-UDC                 | Movimento 5 Stelle           | PD-+Europa-Insieme-CP            | Liberi e Uguali           |
| -------------------- | ---------------------------------- | ---------------------------- | -------------------------------- | ------------------------- |
| Collegio             |                                    |                              |                                  |                           |
| 1 - Settimo Torinese | Maria Virginia Tiraboschi (39,49%) | Pino Masciari (28,36%)       | Alberto Avetta (24,89%)          | Aldo Corgiat Loia (3,57%) |
| 2 - Moncalieri       | Marzia Casolati (37,61%)           | Marco Scibona (31,67%)       | Enrico Buemi (23,24%)            | Enrica Pazè (3,70%)       |
| 3 - Torino Collegno  | Roberta Ferrero (32,42%)           | Elisa Pirro (29,79%)         | Stefano Esposito (29,42%)        | Giorgio Airaudo (4,99%)   |
| 4 - Torino           | Paola Gobetti (33,31%)             | Giuseppe Mastruzzo (23,85%)  | Mauro Laus (33,63%)              | Tullia Todros (5,57%)     |
| 5 - Novara           | Gaetano Nastri (46,41%)            | Fabio Barbieri (23,90%)      | Elena Ferrara (23,35%)           | Roberto Leggero (2,65%)   |
| 6 - Vercelli         | Gilberto Pichetto Fratin (46,97%)  | Ezio Conti (23,82%)          | Cristina Bargero (22,63%)        | Claudia Demarchi (2,61%)  |
| 7 - Alessandria      | Massimo Vittorio Berutti (45,22%)  | Antonella Scagnetti (26,14%) | Daniele Gaetano Borioli (21,86%) | Nerina Dirindin (3,37%)   |
| 8 - Cuneo            | Marco Perosino (47,89%)            | Giuseppina Giambra (22,41%)  | Marta Giovannini (22,99%)        | Claudio Dutto (2,82%)     |

### Valle d'Aosta
| Collegio          | LSP-FI-FdI-NCI-UDC | Movimento 5 Stelle     | PD-+Europa-Insieme-CP   | Liberi e Uguali |
| ----------------- | ------------------ | ---------------------- | ----------------------- | --------------- |
| Collegio          |                    |                        |                         |                 |
| 1 - Valle d'Aosta | Vari               | Luciano Mossa (23,25%) | Albert Lanièce (25,76%) | —               |

### Lombardia
| Collegio               | LSP-FI-FdI-NCI-UDC                | Movimento 5 Stelle                 | PD-+Europa-Insieme-CP        | Liberi e Uguali              |
| ---------------------- | --------------------------------- | ---------------------------------- | ---------------------------- | ---------------------------- |
| Collegio               |                                   |                                    |                              |                              |
| 1 - Milano             | Luigi Pagliuca (36,42%)           | Giovanni Tacchini Velerio (14,40%) | Tommaso Cerno (41,26%)       | Roberto Escobar (4,73%)      |
| 2 - Milano             | Maria Cristina Cantù (38,38%)     | Tiziana Santaniello (19,06%)       | Franco D'Alfonso (34,74%)    | Francesco Laforgia (4,41%)   |
| 3 - Milano Legnano     | Salvatore Sciascia (41,92%)       | Giuseppe Boatti (24,44%)           | Marco Perduca (26,84%)       | Angela Pessina (3,55%)       |
| 4 - Rozzano            | Ignazio La Russa (44,52%)         | Daniele Pesco (26,30%)             | Michela Fiorentini (23,44%)  | Eleonora Cimbro (2,60%)      |
| 5 - Cologno Monzese    | Emanuele Pellegrini (41,18%)      | Carla Bonacina (25,05%)            | Simona Malpezzi (27,74%)     | Luigi Greco (3,23%)          |
| 6 - Monza              | Stefania Craxi (46,79%)           | Gianmarco Corbetta (22,03%)        | Cherubina Bertola (25,30%)   | Lucrezia Ricchiuti (2,83%)   |
| 7 - Sesto San Giovanni | Paolo Romani (41,13%)             | Bruno Marton (26,76%)              | Diana De Marchi (26,00%)     | Felice Cagliani (3,27%)      |
| 8 - Lecco              | Antonella Faggi (51,00%)          | Manuela Ratti (19,08%)             | Cristina Bartesaghi (24,32%) | Barbara Nasatti (2,4%)       |
| 9 - Cantù              | Licia Ronzulli (56,80%)           | Elena Alquati (18,20%)             | Savina Marelli (19,76%)      | Simone Del Curto (2,14%)     |
| 10 - Como              | Erica Rivolta (48,50%)            | Paola Macchi (23,18%)              | Vincenzo Camporini (22,87%)  | Giuseppe Nigro (2,27%)       |
| 11 - Varese            | Stefano Candiani (49,27%)         | Gianluigi Paragone (22,91%)        | Alessandro Alfieri (22,31%)  | Claudio Mezzanzanica (2,08%) |
| 12 - Bergamo           | Maria Alessandra Gallone (52,35%) | Attilio Pizzigoni (16,43%)         | Livia Marcassoli (25,67%)    | Emilia Magni (2,24%)         |
| 13 - Treviglio         | Simona Pergreffi (55,88%)         | Maurina Raimondi (18,62%)          | Giuseppe Guerini (20,22%)    | Matteo De Capitani (1,97%)   |
| 14 - Brescia           | Adriano Paroli (47,86%)           | Tommaso Sila (20,22%)              | Ignazio Messina (25,22%)     | Ugo Verzeletti (3,05%)       |
| 15 - Lumezzane         | Stefano Borghesi (56,21%)         | Vito Crimi (17,42%)                | Lorenzo Cinquepalmi (20,61%) | Rosa Vitale (2,20%)          |
| 16 - Pavia             | Gian Marco Centinaio (49,55%)     | Cesare Vitali (21,92%)             | Daniele Bosone (22,00%)      | Roberta Valmachino (2,65%)   |
| 17 - Cremona           | Daniela Santanchè (48,12%)        | Danilo Toninelli (22,23%)          | Valentina Lombardi (23,19%)  | Paolo Bodini (2,81%)         |
| 18 - Mantova           | Isabella Rauti (44,42%)           | [Debora Carra (23,45%)             | Paolo Alli (25,24%)          | Alessandro Monicelli (2,65%) |

### Trentino-Alto Adige/Südtirol
| Collegio              | LSP-FI-FdI-NCI-UDC            | Movimento 5 Stelle           | PD-+Europa-Insieme-CP       | Liberi e Uguali          | SVP                          |
| --------------------- | ----------------------------- | ---------------------------- | --------------------------- | ------------------------ | ---------------------------- |
| Collegio              |                               |                              |                             |                          |                              |
| 1 - Bolzano           | Massimo Bessone (25,45%)      | Diego Nicolini (20,28%)      | Gianclaudio Bressa (43,03%) | Laura Polonioli (4,99%)  |                              |
| 2 - Merano            | Maria Ida Germontani (13,45%) | Maria Paola Amatori (11,09%) | Petra Agnelli (8,07%)       | Hannes Obermair (3,92%)  | Juliane Unterberger (61,09%) |
| 3 - Bressanone        | Maria Cristina Toss (11,00%)  | Giuseppe Pedevilla (9,33%)   | Renate Prader (6,92%)       | Cornelia Brugger (4,43%) | Meinhard Durnwalder (66,54%) |
| 4 - Trento            | Andrea De Bertoldi (37,58%)   | Cristiano Zanella (21,98%)   | Franco Panizza (34,87%)     | Andrea Pradi (3,38%)     |                              |
| 5 - Rovereto          | Donatella Conzatti (37,42%)   | Cinzia Boniatti (26,04%)     | Tiziano Mellarini (30,32%)  | Annalisa Foletti (2,88%) |                              |
| 6 - Pergine Valsugana | Elena Testor (45,32%)         | Gianni Marzi (22,43%)        | Eleonora Stenico (26,95%)   | Vincenzo Calì (2,39%)    |                              |

### Veneto
| Collegio                  | LSP-FI-FdI-NCI-UDC                          | Movimento 5 Stelle           | PD-+Europa-Insieme-CP        | Liberi e Uguali          |
| ------------------------- | ------------------------------------------- | ---------------------------- | ---------------------------- | ------------------------ |
| Collegio                  |                                             |                              |                              |                          |
| 1 - Venezia               | Maria Elisabetta Alberti Casellati (41,90%) | Marco Nardin (27,05%)        | Andrea Ferrazzi (23,53%)     | Giulio Marcon (3,62%)    |
| 2 - Belluno               | Sonia Fregolent (50,67%)                    | Gladis Riva (23,71%)         | Laura Puppato (19,20%)       | Enrico Bacchetti (2,20%) |
| 3 - Treviso               | Massimo Candura (48,94%)                    | Franco Storer (22,99%)       | Isabella Gianelloni (21,55%) | Fausto Pozzobon (2,41%)  |
| 4 - Rovigo                | Roberta Toffanin (44,83%)                   | Micaela D'Aquino (28,20%)    | Pier Paolo Baretta (20,39%)  | Tania Azzalin (2,77%)    |
| 5 - Padova                | Antonio De Poli (44,94%)                    | Leopoldo Armellini (24,60%)  | Luigi Bisato (23,30%)        | Flavio Zanonato (3,25%)  |
| 6 - Bassano del Grappa    | Niccolò Ghedini (51,99%)                    | Barbara Guidolin (24,18%)    | Giorgio Santini (18,02%)     | Renato Marcon (1,92%)    |
| 7 - Vicenza               | Erika Stefani (50,02%)                      | Liliana Zaltron (23,59%)     | Daniela Sbrollini (19,89%)   | Valentina Dovigo (2,26%) |
| 8 - Verona                | Paolo Tosato (46,24%)                       | Gabriele Pernechele (22,67%) | Giovanna Zago (22,08%)       | Valentina Amico (2,69'%) |
| 9 - Villafranca di Verona | Stefano Bertacco (54,04%)                   | Monica Bianchetti (23,86%)   | Maurizio Facincani (15,28%)  | Rosa Mancuso (1,57'%)    |

### Friuli-Venezia Giulia
| Collegio    | LSP-FI-FdI-NCI-UDC     | Movimento 5 Stelle            | PD-+Europa-Insieme-CP      | Liberi e Uguali           |
| ----------- | ---------------------- | ----------------------------- | -------------------------- | ------------------------- |
| Collegio    |                        |                               |                            |                           |
| 1 - Trieste | Laura Stabile (39,41%) | Pietro Neglie (25,90%)        | Riccardo Illy (26,41%)     | Serena Pellegrino (3,36%) |
| 2 - Udine   | Luca Ciriani (46,59%)  | Maria Chiara Santoro (23,21%) | Isabella De Monte (22,24%) | Federico Cazorzi (2,64%)  |

### Liguria
| Collegio             | LSP-FI-FdI-NCI-UDC            | Movimento 5 Stelle       | PD-+Europa-Insieme-CP      | Liberi e Uguali          |
| -------------------- | ----------------------------- | ------------------------ | -------------------------- | ------------------------ |
| Collegio             |                               |                          |                            |                          |
| 1 - Savona           | Paolo Ripamonti (42,51%)      | Massimo Conio (28,85%)   | Luigi De Vincenzi (21,53%) | Sergio Acquilino (3,02%) |
| 2 - Genova           | Angelo Vaccarezza (29,80%)    | Mattia Crucioli (33,53%) | Roberta Pinotti (27,16%)   | Roberto Amen (5,38%)     |
| 3 - Genova-La Spezia | Stefania Pucciarelli (39,97%) | Fulvia Steardo (27,00%)  | Juri Michelucci (25,20%)   | Laura Canale (4,16%)     |

### Emilia-Romagna
| Collegio               | LSP-FI-FdI-NCI-UDC               | Movimento 5 Stelle             | PD-+Europa-Insieme-CP           | Liberi e Uguali            |
| ---------------------- | -------------------------------- | ------------------------------ | ------------------------------- | -------------------------- |
| Collegio               |                                  |                                |                                 |                            |
| 1 - Rimini             | Antonio Barboni (34,37%)         | Carla Franchini (30,93%)       | Tiziano Arlotti (27,04%)        | Giovanna Ubalducci (3,08%) |
| 2 - Ravenna            | Massimiliano Alberghini (31,24%) | Alessandro Ruffilli (26,86%)   | Stefano Collina (32,54%)        | Alessandra Govoni (4,39%)  |
| 3 - Ferrara            | Alberto Balboni (34,36%)         | Ezio Roi (26,61%)              | Sandra Zampa (30,70%)           | Eulalia Grillo (4,36%)     |
| 4 - Bologna            | Elisabetta Brunelli (27,97%)     | Michela Montevecchi (24,39%)   | Pier Ferdinando Casini (34,16%) | Vasco Errani (8,67%)       |
| 5 - Modena             | Stefano Corti (31,84%)           | Claudio Brandoli (28,06%)      | Edoardo Patriarca (31,82%)      | Paolo Trande (4,50%)       |
| 6 - Reggio nell'Emilia | Claudia Bellocchi (31,38%)       | Maria Laura Mantovani (27,26%) | Vanna Iori (32,89%)             | Cesare Galantini (4,32%)   |
| 7 - Parma              | Maria Saponara (32,17%)          | Marco Montanari (27,85%)       | Giorgio Pagliari (31,34%)       | Gabriella Meo (4,07%)      |
| 8 - Piacenza           | Pietro Pisani (46,00%)           | Pierluigi Baronio (23,78%)     | Paola Gazzolo (22,07%)          | Alessandro Ghisoni (3,54%) |

1. 1 2  A seguito di riconteggio dei voti (vedi:  Resoconto della seduta n. 140 del 31 luglio 2019 (PDF), Senato della Repubblica,  p. 47.)

### Toscana
| Collegio             | LSP-FI-FdI-NCI-UDC          | Movimento 5 Stelle         | PD-+Europa-Insieme-CP     | Liberi e Uguali           |
| -------------------- | --------------------------- | -------------------------- | ------------------------- | ------------------------- |
| Collegio             |                             |                            |                           |                           |
| 1 - Firenze          | Alberto Bagnai (24,64%)     | Nicola Cecchi (19,95%)     | Matteo Renzi (43,90%)     | Alessia Petraglia (6,61%) |
| 2 - Sesto Fiorentino | Stefania Scarpati (25,80%)  | Fabio Zita (23,12%)        | Dario Parrini (40,73%)    | Alessio Biagioli (5,74%)  |
| 3 - Prato            | Patrizio La Pietra (35,69%) | Ubaldo Nannucci (24,03%)   | Caterina Bini (32,73%)    | Angela Riviello (3,40%)   |
| 4 - Arezzo           | Tiziana Nisini (33,89%)     | Donella Bonciani (23,25%)  | Riccardo Nencini (34,97%) | Guido Pasquetti (3,25%)   |
| 5 - Lucca            | Massimo Mallegni (38,69%)   | Sara Paglini (27,16%)      | Andrea Marcucci (25,95%)  | Luca Baccelli (3,53%)     |
| 6 - Pisa             | Rosellina Sbrana (32,75%)   | Valeria Marrocco (25,22%)  | Valeria Fedeli (32,04%)   | Paolo Fontanelli (5,30%)  |
| 7 - Livorno          | Roberto Berardi (33,24%)    | Gregorio De Falco (27,05%) | Silvia Velo (30,51%)      | Catia Sonetti (3,99%)     |

### Umbria
| Collegio    | LSP-FI-FdI-NCI-UDC         | Movimento 5 Stelle      | PD-+Europa-Insieme-CP          | Liberi e Uguali             |
| ----------- | -------------------------- | ----------------------- | ------------------------------ | --------------------------- |
| Collegio    |                            |                         |                                |                             |
| 1 - Perugia | Francesco Zaffini (36,14%) | Francesca Tizi (26,16%) | Giampiero Giulietti (29,80%)   | Adolfo Orsini (3,00%)       |
| 2 - Terni   | Donatella Tesei (38,55%)   | Marco Moroni (28,04%)   | Simonetta Mignozzetti (25,68%) | Raffaella Chiaranti (2,99%) |

### Marche
| Collegio          | LSP-FI-FdI-NCI-UDC             | Movimento 5 Stelle             | PD-+Europa-Insieme-CP          | Liberi e Uguali          |
| ----------------- | ------------------------------ | ------------------------------ | ------------------------------ | ------------------------ |
| Collegio          |                                |                                |                                |                          |
| 1 - Pesaro        | Anna Cinzia Bonfrisco (31,75%) | Donatella Agostinelli (35,64%) | Angelo Bonelli (26,24%)        | Maurizio Franca (2,77%)  |
| 2 - Ancona        | Giuliano Pazzaglini (32,98%)   | Mauro Coltorti (33,07%)        | Piergiorgio Carrescia (26,12%) | Bruno Pettinari (3,19%)  |
| 3 - Ascoli Piceno | Graziella Ciriaci (34,16%)     | Giorgio Fede (37,04%)          | Emanuela Di Cintio (21,27%)    | Flavia Mandrelli (2,46%) |

### Lazio
| Collegio                | LSP-FI-FdI-NCI-UDC               | Movimento 5 Stelle         | PD-+Europa-Insieme-CP        | Liberi e Uguali              |
| ----------------------- | -------------------------------- | -------------------------- | ---------------------------- | ---------------------------- |
| Collegio                |                                  |                            |                              |                              |
| 1 - Roma Gianicolense   | Federico Iadicicco (32,09%)      | Claudio Consolo (18,79%)   | Emma Bonino (38,94%)         | Laura Lauri (5,41%)          |
| 2 - Roma Tuscolano      | Maria Grazia Cacciamani (30,90%) | Paola Taverna (34,51%)     | Oreste Pastorelli (24,02%)   | Giuseppa Urso (4,62%)        |
| 3 - Roma Portuense      | Paola Binetti (30,45%)           | Mauro Vaglio (30,23%)      | Giuseppina Maturani (28,93%) | Antonello Ciancio (5,12%)    |
| 4 - Roma Collatino      | Lavinia Mennuni (32,79%)         | Pierpaolo Sileri (32,98%)  | Paolo Quinto (24,91%)        | Loredana De Petris (4,04%)   |
| 5 - Viterbo             | Francesco Battistoni (39,86%)    | Alberto Cozzella (32,30%)  | Alessandro Mazzoli (19,85%)  | Stefania Cammilletti (2,53%) |
| 6 - Guidonia Montecelio | Umberto Fusco (38,09%)           | Sonia Santarelli (34,72%)  | Carlo Lucherini (19,20%)     | Roberto Giorgi (2,99%)       |
| 7 - Frosinone           | Massimo Ruspandini (40,17%)      | Giuseppe Marrocco (36,62%) | Maria Spilabotte (16,77%)    | Danilo Salvucci (2,46%)      |
| 8 - Roma Fiumicino      | Luisa Regimenti (32,36%)         | Giulia Lupo (39,47%)       | Ugo Marchetti (20,14%)       | Massimo Cervellini (3,42%)   |
| 9 - Latina              | Claudio Fazzone (43,65%)         | Rosario Calabrese (34,24%) | Claudio Moscardelli (15,11%) | Renato Campoli (2,70%)       |
| 10 - Velletri           | Antonio Saccone (37,85%)         | Elena Fattori (35,18%)     | Annamaria Parente (19,44%)   | Luca Brienza (2,83%)         |

### Abruzzo
| Collegio     | LSP-FI-FdI-NCI-UDC             | Movimento 5 Stelle       | PD-+Europa-Insieme-CP        | Liberi e Uguali         |
| ------------ | ------------------------------ | ------------------------ | ---------------------------- | ----------------------- |
| Collegio     |                                |                          |                              |                         |
| 1 - Pescara  | Antonella Di Nino (34,24%)     | Primo Di Nicola (40,99%) | Federica Chiavaroli (17,98%) | Mirella Moresco (2,59%) |
| 2 - L'Aquila | Gaetano Quagliariello (39,34%) | Emanuela Papola (36,97%) | Massimo Cialente (17,17%)    | Guido Iapadre (2,51%)   |

### Molise
| Collegio       | LSP-FI-FdI-NCI-UDC            | Movimento 5 Stelle       | PD-+Europa-Insieme-CP    | Liberi e Uguali            |
| -------------- | ----------------------------- | ------------------------ | ------------------------ | -------------------------- |
| Collegio       |                               |                          |                          |                            |
| 1 - Campobasso | Angelo Michele Iorio (30,86%) | Luigi Di Marzio (44,50%) | Enrico Colavita (17,66%) | Gianmaria Palmieri (3,73%) |

### Campania
| Collegio                  | LSP-FI-FdI-NCI-UDC              | Movimento 5 Stelle                 | PD-+Europa-Insieme-CP        | Liberi e Uguali                  |
| ------------------------- | ------------------------------- | ---------------------------------- | ---------------------------- | -------------------------------- |
| Collegio                  |                                 |                                    |                              |                                  |
| 1 - Benevento             | Sandra Lonardo (33,23%)         | Danila De Lucia (44,53%)           | Giulia Abbate (16,27%)       | Maria Teresa Sasso (2,25%)       |
| 2 - Caserta               | Giovanna Petrenga (28,38%)      | Vilma Moronese (53,00%)            | Nicola Caputo (13,95%)       | Antonello Fabrocile (1,71%)      |
| 3 - Avellino              | Giuseppe Galati (28,34%)        | Ugo Grassi (43,87%)                | Luigi Famiglietti (20,86%)   | Alfredo Cucciniello (2,73%)      |
| 4 - Giugliano in Campania | Flora Beneduce (28,97%)         | Maria Domenica Castellone (53,42%) | Giovanna Palma (11,92%)      | Carlo Morra (2,68%)              |
| 5 - Portici               | Nunzio Francesco Testa (29,83%) | Francesco Urraro (51,26%)          | Libera D'Angelo (13,20%)     | Maria Francesca Tripaldi (2,59%) |
| 6 - Casoria               | Giuseppe Romano (24,08%)        | Raffaele Mautone (58,52%)          | Francesco Russo (13,11%)     | Maria Donesi (1,88%)             |
| 7 - Napoli San Carlo      | Salvatore Guangi (22,61%)       | Franco Ortolani (53,17%)           | Gioacchino Alfano (16,39%)   | Antonio Nocchetti (3,90%)        |
| 8 - Napoli Fuorigrotta    | Angela Russo (24,27%)           | Paola Nugnes (49,04%)              | Antonio Marciano (18,30%)    | Carmine Maturo (3,58%)           |
| 9 - Torre del Greco       | Enzo Rivellini (28,97%)         | Virginia La Mura (49,51%)          | Francesco Manniello (16,48%) | Vincenzo Cirillo (2,08%)         |
| 10 - Salerno              | Pasquale Marrazzo (31,16%)      | Andrea Cioffi (42,53%)             | Barbato Iannuzzi (19,78%)    | Giovanni Lambiase (2,85%)        |
| 11 - Battipaglia          | Costabile Spinelli (37,34%)     | Francesco Castiello (38,00%)       | Filomena Gallo (18,10%)      | Maria Antonietta Boffa (2,60%)   |

### Puglia
| Collegio     | LSP-FI-FdI-NCI-UDC           | Movimento 5 Stelle            | PD-+Europa-Insieme-CP           | Liberi e Uguali                   |
| ------------ | ---------------------------- | ----------------------------- | ------------------------------- | --------------------------------- |
| Collegio     |                              |                               |                                 |                                   |
| 1 - Bari     | Filippo Melchiorre (29,48%)  | Gianmauro Dell'Olio (46,52%)  | Salvatore Campanelli (16,88%)   | Andrea Azzone (4,01%)             |
| 2 - Altamura | Anna Carmela Minuto (31,45%) | Angela Piarulli (45,97%)      | Loredana Lezoche (15,88%)       | Filomena Trizio (3,15%)           |
| 3 - Andria   | Sergio Silvestris (33,16%)   | Ruggiero Quarto (45,68%)      | Elena Gentile (16,03%)          | Anna Rizzi Francabandiera (2,19%) |
| 4 - Brindisi | Tommaso Scatigna (33,47%)    | Pasqua L'Abbate (43,47%)      | Fabiano Amati (16,89%)          | Pier Luigi Sozzi (2,73%)          |
| 5 - Lecce    | Luigi Vitali (34,05%)        | Iunio Valerio Romano (42,64%) | Dario Stefano (16,71%)          | Irene Strazzeri (3,20%)           |
| 6 - Nardò    | Luciano Cariddi (35,20%)     | Barbara Lezzi (39,88%)        | Teresa Bellanova (17,36%)       | Massimo D'Alema (3,91%)           |
| 7 - Taranto  | Maria Francavilla (33,26%)   | Mario Turco (45,65%)          | Maria Grazia Cascarano (15,15%) | Stefano Fabbiano (2,56%)          |
| 8 - Foggia   | Antonella Spezzati (32,91%)  | Marco Pellegrini (43,29%)     | Massimo Russo (17,63%)          | Giuseppe Trincucci (2,35%)        |

### Basilicata
| Collegio    | LSP-FI-FdI-NCI-UDC     | Movimento 5 Stelle        | PD-+Europa-Insieme-CP    | Liberi e Uguali            |
| ----------- | ---------------------- | ------------------------- | ------------------------ | -------------------------- |
| Collegio    |                        |                           |                          |                            |
| 1 - Potenza | Pasquale Pepe (26,03%) | Saverio De Bonis (43,00%) | Gianni Pittella (21,38%) | Cristiana Coviello (5,69%) |

### Calabria
| Collegio               | LSP-FI-FdI-NCI-UDC        | Movimento 5 Stelle          | PD-+Europa-Insieme-CP    | Liberi e Uguali                |
| ---------------------- | ------------------------- | --------------------------- | ------------------------ | ------------------------------ |
| Collegio               |                           |                             |                          |                                |
| 1 - Crotone            | Emanuela Altilia (26,05%) | Margherita Corrado (51,31%) | Antonio Scalzo (15,91%)  | Lucia Durante (3,01%)          |
| 2 - Cosenza            | Fulvia Caligiuri (28,91%) | Nicola Morra (48,87%)       | Sonia Ferrari (15,95%)   | Pasquale Martino (2,43%)       |
| 3 - Catanzaro          | Piero Aiello (36,85%)     | Gelsomina Vono (39,18%)     | Aquila Villella (17,44%) | Maria Antonia De Fazio (2,30%) |
| 4 - Reggio di Calabria | Marco Siclari (39,61%)    | Bruno Azzerboni (35,48%)    | Ottavio Amaro (16,65%)   | Pietro Sergi (3,20%)           |

### Sicilia
| Collegio              | LSP-FI-FdI-NCI-UDC            | Movimento 5 Stelle           | PD-+Europa-Insieme-CP             | Liberi e Uguali               |
| --------------------- | ----------------------------- | ---------------------------- | --------------------------------- | ----------------------------- |
| Collegio              |                               |                              |                                   |                               |
| 1 - Palermo Resuttana | Giulio Tantillo (30,33%)      | Stanislao Di Piazza (43,86%) | Teresa Piccione (16,66%)          | Pietro Grasso (5,82%)         |
| 2 - Palermo Bagheria  | Esterina Bonafede (36,58%)    | Loredana Russo (44,60%)      | Mario Cicero (12,54%)             | Nadia Spallitta (3,13%)       |
| 3 - Marsala           | Antonino Scilla (34,13%)      | Francesco Mollame (48,02%)   | Paolo Ruggirello (11,88%)         | Maria Leonarda Maggio (2,62%) |
| 4 - Agrigento         | Vincenzo Giambrone (30,04%)   | Gaspare Marinello (52,23%)   | Maria Iacono (11,76%)             | Francesco Zammuto (2,65%)     |
| 5 - Gela              | Giovanna Candura (33,00%)     | Pietro Lorefice (46,73%)     | Annalisa Petitto (13,98%)         | Angelo Marotta (2,82%)        |
| 6 - Messina           | Urania Papatheu (32,21%)      | Grazia D'Angelo (43,50%)     | Fabio D'Amore (18,10%)            | Gaetano Tirrito (2,94%)       |
| 7 - Acireale          | Angelo Attaguile (34,77%)     | Tiziana Drago (48,01%)       | Giovanni Burtone (12,19%)         | Leo Micali (2,05%)            |
| 8 - Catania           | Raffaele Stancanelli (31,82%) | Nunzia Catalfo (49,54%)      | Valeria Sudano (12,79%)           | Ambra Monterosso (2,62%)      |
| 9 - Siracusa          | Mariella Muti (27,28%)        | Giuseppe Pisani (53,86%)     | Maria Alessandra Furnari (13,48%) | Franca Antoci (2,68%)         |

### Sardegna
| Collegio     | LSP-FI-FdI-NCI-UDC           | Movimento 5 Stelle             | PD-+Europa-Insieme-CP     | Liberi e Uguali                |
| ------------ | ---------------------------- | ------------------------------ | ------------------------- | ------------------------------ |
| Collegio     |                              |                                |                           |                                |
| 1 - Cagliari | Maria Chiara Basciu (31,93%) | Giovanni Marilotti (42,01%)    | Daniela Porru (16,94%)    | Yuri Marcialis (3,52%)         |
| 2 - Nuoro    | Lorenzo Palermo (29,15%)     | Emiliano Fenu (43,25%)         | Ignazio Angioni (17,83%)  | Maria Agostina Cabiddu (2,74%) |
| 3 - Sassari  | Antonio Moro (31,84%)        | Vittoria Bogo Deledda (41,26%) | Gianfranco Ganau (19,01%) | Domenico Serra (2,48%)         |

## Elezioni suppletive
2020
| Circoscrizione       | Collegio                       | Centro-sinistra                  | Movimento 5 Stelle        | LSP-FI-FdI                    |
| 23 febbraio 2020     | 23 febbraio 2020               | 23 febbraio 2020                 | 23 febbraio 2020          | 23 febbraio 2020              |
| -------------------- | ------------------------------ | -------------------------------- | ------------------------- | ----------------------------- |
|                      |                                |                                  |                           |                               |
| Campania             | 7 - Napoli-San Carlo all'Arena | Sandro Ruotolo (48,45%)          | Luigi Napolitano (22,47%) | Salvatore Guangi (24,06%)     |
|                      |                                |                                  |                           |                               |
| 8 marzo 2020         |                                |                                  |                           |                               |
|                      |                                |                                  |                           |                               |
| Umbria               | 2 - Terni                      | Maria Elisabetta Mascio (38,03%) | Roberto Alcidi (7,49%)    | Valeria Alessandrini (53,74%) |
|                      |                                |                                  |                           |                               |
| 20-21 settembre 2020 |                                |                                  |                           |                               |
|                      |                                |                                  |                           |                               |
| Sardegna             | 3 - Sassari                    | Lorenzo Corda (28,91%)           | —                         | Carlo Doria (40,25%)          |
| Veneto               | 9 - Villafranca di Verona      | Matteo Melotti (18,96%)          | Emanuele Sterzi (9,17%)   | Luca De Carlo (71,87%)        |